# Hercule-Gilles de La Grandière
Pour les articles homonymes, voir De La Grandière.
Hercule-Gilles de La Grandière, né le 23 mai 1736 à Grez-Neuville au château de La Grandière, mort le 4 mars 1794 à Angers, est un aristocrate et militaire français guillotiné pendant la Révolution Française.

## Biographie
Fils de Gilles-François de La Grandière (1697-1761), seigneur de la Giraudière, de La Grandière et du Plessis et de Marguerite de Talour de la Carterie  (1705-1772).
Il épouse sa cousine Marie-Adelaide de Talour de la Carterie le 6 octobre 1772 à Angers, Saint-Michel du Tertre.
Il fut chevalier, seigneur du Plessis, paroisse de La Jaille-Yvon.

## Ancien régime
Capitaine de grenadiers dans le régiment d'Aquitaine pendant 27 ans.
En 1789 il assiste à l'assemblée de la noblesse d'Anjou pour l'élection des députés aux États-Généraux

## Arrestation et Condamnation
Pendant la Guerre de Vendée et la période de La Terreur, il est arrêté et accusé ainsi que son ami et voisin Jacques-Nicolas-René Gastineau « d'avoir eu des intelligences et correspondances avec les brigands de la Vendée » et d'avoir favorisé les troubles dans la commune de La Jaille-Yvon où les habitants refusèrent de subir le recrutement et s'insurgèrent le 12 mars 1793, mais furent mis en déroute par les « patriotes », plusieurs de leurs domestiques auraient participé à cette révolte.
D'après le registre des jugements rendus par la commission militaire Félix, il est condamné et exécuté le même jour le 14 ventôse An II (4 mars 1794)sur la Place du Ralliement à Angers.
Sa femme Adelaide de Talour de la Carterie décède le 29 pluivôse An II (18 février 1794) au château de Montreuil-Bellay qui servait à cette période de prison pour femmes royalistes, elle avait été transférée des prisons d'Angers ou elle était détenue pour cause de « suspicion d'activités contre-révolutionnaire ».

## Décoration
- Chevalier de l'Ordre royale et militaire de Saint-Louis[5],[2].

## Article Connexe
- Château du Plessis (La Jaille-Yvon)

## Sources
- André Joubert (1848-1891), La Chatellenie de la Jaille-Yvon et ses seigneurs d'après les documents inédits (1052-1789), 1885. Paysages et croquis / André Joubert, 1867, Angers, imprimerie Germain et G. Grassin[4].
- Archives départementales de Maine-et-Loire, archives en ligne, registres paroissiaux et d'état civil, Grez-Neuville, Saint-Martin, baptême, mariages, sépultures (1718-1759), Hercule-Gilles de La Grandière, page 197[6].